# Unending (Zvezdna vrata SG-1)
Unending ( Neskončnost ) je naslov 20. epizode iz 10. sezone znanstveno-fantastične serije Zvezdna vrata.
V tej epizodi spremljamo ekipo SG-1, ki potuje proti Asgardskemu domačemu planetu na povabilo Asgardcev. Sami ne vedo, zakaj so jih klicali, zato so ob prihodu toliko bolj presenečeni, ko ugotovijo namen Asgardcev. Le-ti so zaradi zadnjega poskusa popravka svoje tehnologije kloniranja zboleli za boleznijo, ki hitro napreduje in jih ubija. Ker nimajo dovolj časa, da bi našli rešitev, nameravajo narediti množićni samomor. Vendar pa nočejo, da bi vso njihovo znanje, ki so ga pridobilo v tisočih letih, umrlo z njimi. Zato ekipi SG-1 sporočijo, da so Zemljaneizbrali kot peto raso in jim zapuščajo vse svoje znanje, skupaj z zadnjimi odkritji šibkosti Orijeve armade. Ekipa SG-1 jenad tem presenečena, vendar na koncu privolijo v njihovo dejanje. Kmalu po vgradnji aktivirajo Asgardski računalnik, na katerega preusmerijo skorajda vso upravljanje z ladjo. Tako kmalu po aktivaciji jedra ladjo obkolijo matične ladje orijeve armade, ki hkrati napadejo domači asgardski planet. Sami zaradi aktivacije samouničevalnega asgardskega načrta na morejo uiti orijevi armadi, zato preizkusijo energijsko orožje, ki so ga asgardi vgradili v ladjo. Z njim uspešno uničijo dve ladji, nakar jim kmalu zmanjka sreče in v obupu, da ladja ne bi bila uničena, aktivirajo časovni mehurček. Tako je čas v ladji izjemno pospešen, vendar zaradi zornega kota gledanja teče čas normalno. Tako Carterjeva poskuša ustvariti napravo, s katero je mogoče ladjo prestaviti v drugo dimenzijo in se s tem izogniti strelom iz orijevih matičnih ladij. Po dolgem eksprimentiranju odkrije, da za replikacijo naprave nima dovolj podatkov in da je lažje izklopiti jedro. Vendar bi jih s takojšnjim izklopom jedra zadel strel, ki bi jih razbil, zato traja dolgo, da Carterjeva najde način, kako energijo uničevalnega strela usmeriti v pravilen izklop jedra. Ko ji to uspe, se Teal'c žrtvuje, da zaščiten s posebnim poljem omogoči dostavo kristala s programom za izklop jedra. Načrt deluje in energijo pravilno pripeljejo do jedra asgardskega računalnika, ki ga z Teal'covim programom izklopijo iz pobegnejo Orijem.